# Francisco de Bettencourt Correia
 Francisco de Bettencourt Correia  Portugal —  
Foi um político português, nomeado procurador das cortes na cidade de Angra do Heroísmo. Foi-lhe sido concedida uma pensão de 20$000 réis (moeda da altura) e uma comenda da Ordem de São Tiago de Avis em 14 de Janeiro de 1643. 